# 新疆生产建设兵团第七师一二九团
新疆生产建设兵团第七师一二九团是中华人民共和国新疆生产建设兵团第七师下辖的一个团。

## 行政区划
新疆生产建设兵团第七师一二九团下辖以下单位：
团部、一连、二连、三连、四连、五连、六连、七连、八连、九连、十连、十一连、十二连、十三连、十四连和十五连。